# Модель Шапиро — Стиглица
Модель Шапиро — Стиглица (англ. Shapiro-Stiglitz model) — экономическая модель рынка труда, объясняющая превышение заработной платы над ее совершенно конкурентным уровнем. Отличительная особенность модели — не полностью наблюдаемые усилия работника (см. Асимметричность информации). Работник по контракту обязан прикладывать фиксированные усилия в процессе работы, однако не существует достоверного способа убедится в надлежащем исполнении контракта. Для создания дополнительных стимулов работодатель вынужден платить более высокую заработную плату. Модель позволяет объяснить расхождение теоретических классических и реальных показателей заработной платы и безработицы. Модель особо важна для нового кейнсианства, так как помогает объяснить отказы рыночных механизмов формирования показателей рынка труда.

## Предпосылки завышения заработной платы
Существует несколько объяснений того, почему работодатели платят работникам сумму заработной платы большую, чем та, которую диктует рынок.
1. Предотвращение отлынивания. В случае, если установлена фиксированная ставка заработной платы (когда сделочная оплата или оплата по продажам невозможна) — у работников может появиться стимул «отлынивать» от работы — работать меньше, чем положено по договору. В таком случае работодатель может повысить заработную плату в надежде, что это повысит боязнь работника потерять работу и заставит его работать эффективнее.
2. Предотвращение текучести кадров. Работник, получающий заработную плату выше рыночного уровня теряет мотивацию к переходу в другое место работы. Таким образом, иногда дешевле платить больше уже имеющемуся работнику, чем обучать новых.
3. Улучшение отбора. Фирма, заранее заявляющая повышенную зарплату при трудоустройстве, может выбрать работников более высокой квалификации из всех претендентов.
4. Социологические теории. Социологи склонны считать, что повышенная заработная плата может быть вызвана желанием повысить командный дух организации, и, как следствие, её продуктивность.
5. Теории питания. В развивающихся странах повышенная заработная плата может повысить здоровье и самочувстие работника вследствие улучшения питания и медицинского обеспечения, и, как следствие, эффективность его труда.

## Графика и математика модели

Графическая интерпретация модели Шапиро-Стиглица

Пусть {\displaystyle Y=F(e,L)}, то есть производственная функция фирмы короткого периода помимо труда зависит ещё и от {\displaystyle e} — интенсивности труда, определяемой упомянутыми ранее факторами.
Тогда {\displaystyle \Pi =F(e,L)-wL}, то есть прибыль отдельной фирмы зависит от интенсивности труда, его количества и ставки заработной платы.
Кроме того, {\displaystyle e=e(w),e'>0}, {\displaystyle Y'(e)>0}.
Иными словами, в производственную функцию короткого периода добавляется новый параметр интенсивности труда.
Что касается предложения труда, его представляет кривая NSC, находящаяся выше кривой совокупного предложения труда модели AD-AS. NSC выводится посредством сравнения эффективности работников на различных областях графика в зависимости от изменения {\displaystyle W}, {\displaystyle L} и ожидания работниками своих денежных потерь от увольнения при отлынивании.
Кривая NSC — предложение труда, обеспечивающее максимальную старательность всех работников (неявная функция). Поэтому оно определяется не работниками, как в классических моделях, а фирмами посредством принудительного установления необычных объёма труда и ставки заработной платы. Спрос фирмы на труд смещается вследствие добавления параметра {\displaystyle e}. Их пересечение образует точку устойчивого равновесия.
Данный график распространяется на весь рынок труда определенного класса специалистов. То есть вертикальная линия — полная занятость претендентов на схожие должности во всех фирмах.